# راندال برنس
راندال برنس (انگلیسی: Randall Brenes؛ زادهٔ ۱۳ اوت ۱۹۸۳) یک بازیکن فوتبال اهل کاستاریکا است.
وی همچنین در تیم ملی فوتبال کاستاریکا بازی کرده‌است.